# Maison de New Place
La maison de New Place était la maison du XVe siècle de style Tudor et le jardin de Stratford-upon-Avon dans le Warwickshire en Angleterre, où le poète, dramaturge et écrivain William Shakespeare (1564-1616) a passé ses années de retraite de 1610 à sa disparition en 1616. Il n'en reste à ce jour que les fondations et le jardin.

## Historique
En 1483, le riche marchand et futur lord-maire de Londres, Hugh Clopton, fait construire cette imposante demeure à Stratford-upon-Avon.  

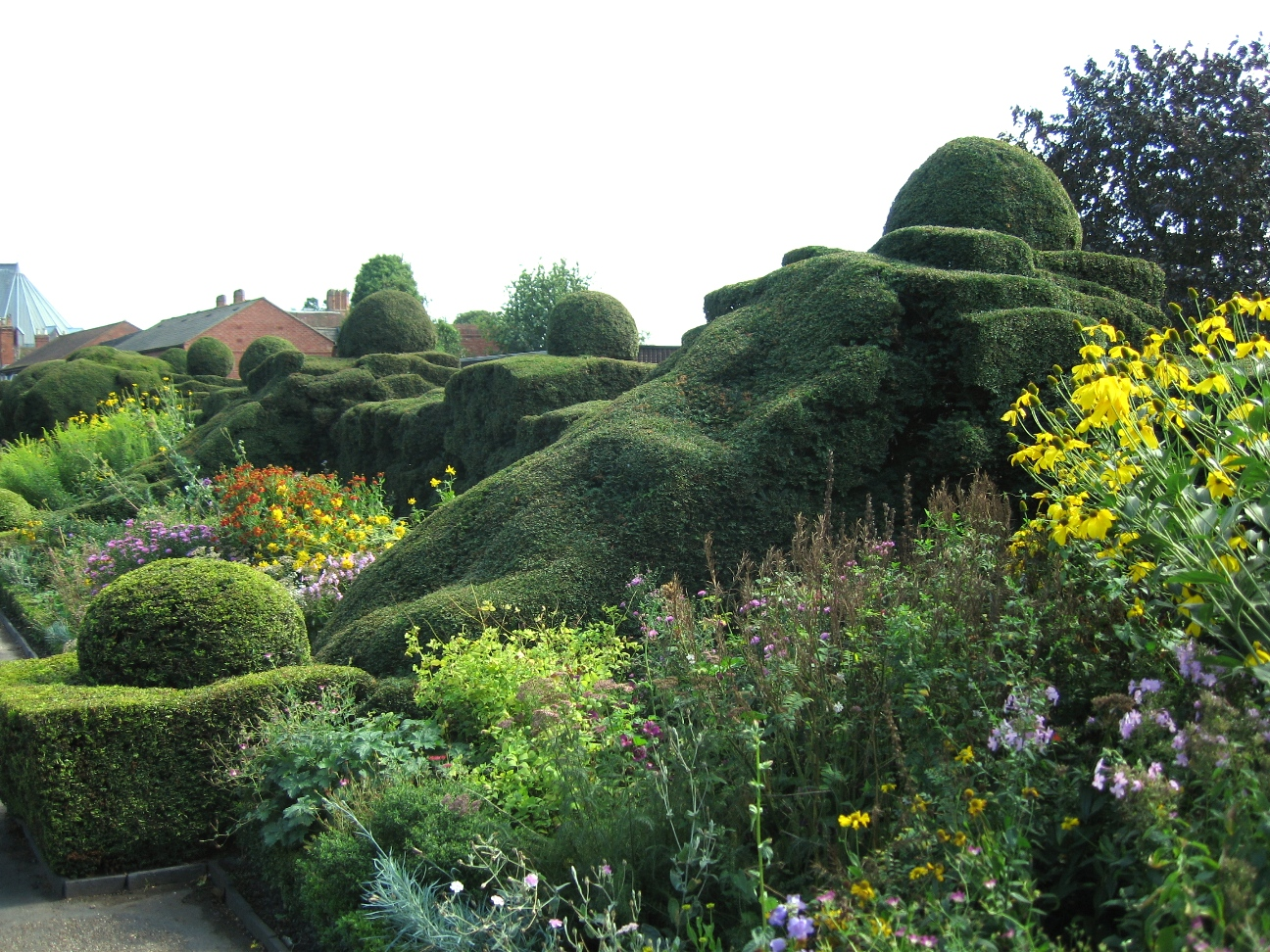
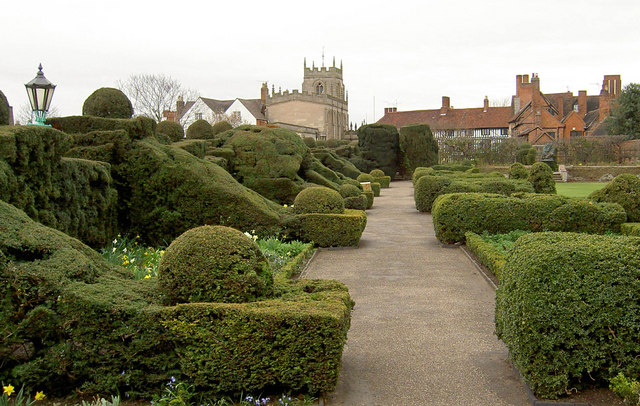
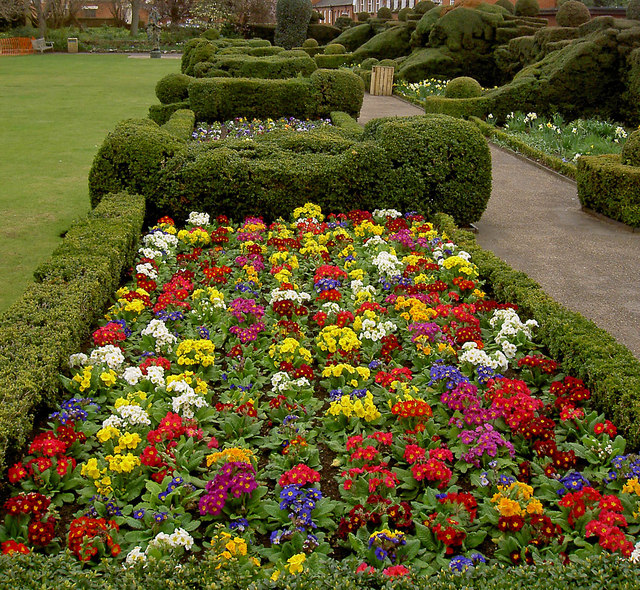

En 1597, William Shakespeare achète cette demeure dans le village de ses racines familiales et y passe sa retraite de 1610 jusqu'à sa disparition en 1616. Sa fille Susanna en hérite, puis sa petite fille Elizabeth Hall. Cette dernière épouse Thomas Nash, propriétaire de la maison de Nash voisine.
En 1759, le révérend Francis Gastrell, propriétaire des lieux, excédé par l'important succès touristique de ce lieu de « culte Shakespearien » fait démolir la maison et s'installe dans la maison voisine de Nash, dont il est également propriétaire.
En 1891, la Fondation Shakespeare Birthplace Trust acquiert la maison de Nash, les fondations de la maison New Place et le jardin pour en faire, après rénovation, un musée qui retrace l'histoire de Stratford-upon-Avon avec ses premiers colons dans la vallée de l'Avon au XVIe siècle à l'époque de Shakespeare.
En 2010 et 2011, des fouilles archéologiques sont réalisées dans le jardin et mettent au jour les fondations de la maison New Place de Shakespeare.